# A Slave of Fashion
A Slave of Fashion (bra: A Escrava do Luxo) é um filme mudo estadunidense de 1925, do gênero comédia romântica, dirigido por Hobart Henley, e estrelado por Norma Shearer. Ainda no começo de sua carreira, uma jovem Joan Crawford teve um papel não-creditado como uma modelo.

## Sinopse
Katherine Emerson (Norma Shearer), uma jovem mulher de Iowa que sonha em ter coisas melhores na vida, deixa sua pequena cidade natal e parte para Nova Iorque. No caminho, ela se envolve em um acidente de trem no qual outra mulher é morta. Katherine encontra a bolsa da moça e, entre os pertences, descobre um convite para passar 6 meses em um apartamento de luxo desocupado em Manhattan, dado por um rapaz solteiro que está viajando pela Europa. Katherine aproveita a oportunidade e se acomoda no local elegante, vivendo bem e vestindo-se com as últimas tendências da moda. Uma visita inesperada de sua família a obriga a fingir ser a esposa do dono do apartamento, que ao retornar inesperadamente, insiste para ela continuar a encenação.

## Elenco
- Norma Shearer como Katherine Emerson
- Lew Cody como Nicholas Wentworth
- William Haines como Dick Wayne
- Mary Carr como Sra. Emerson
- James Corrigan como Sr. Emerson
- Vivia Ogden como Tia Sophie
- Miss DuPont como Madeline
- Estelle Clark como Mayme
- Sidney Bracey como Hobson (creditado como Sidney Bracy)
- Joan Crawford como Modelo (não-creditada)

## Produção
Os direitos autorais do filme, solicitados pela Metro-Goldwyn Pictures Corp., foram registrados em 22 de julho de 1925.
O filme, gravado nos estúdios da Metro-Goldwyn-Mayer em Culver City, Califórnia, tinha "Nothing to Wear" como seu título de produção.

## Preservação
Sem cópias listadas em nenhum arquivo filmográfico, o filme é considerado perdido.